# 郁成治
郁成治（？—？），字仲开，號仁山，浙江湖州府乌程县人。明朝政治人物。

## 生平
萬曆四十六年（1618年）戊午科浙江鄉試八名舉人，天啓二年（1622年）壬戌科会试八十五名，三甲一百三十五名進士。禮部觀政，本年八月授湖广沅陵知县，四年調繁江陵县，保留沅陵，七年本省同考。崇祯元年（1628年）考选，擢江西道御史，本年降三级。四年补广东布政司照磨，五年升大理寺左寺副、大理寺少卿。